# Plön (huyện)
Plön (/ˈpløːn/) là một huyện ở Schleswig-Holstein, Đức. Các đơn vị giáp ranh (từ phía đông theo chiều kim đồng hồ) là: các huyện Ostholstein và Segeberg, thành phố Neumünster, huyện Rendsburg-Eckernförde, thành phố Kiel và biển Baltic.

## Lịch sử
Huyện đã được thành lập bởi chính quyền Phổ vào năm 1867. Năm 1932, huyện được sáp nhập với một số khu vực của huyện bị giải thể Bordesholm. Trong thế kỷ 20, một số đô thị đã được chuyển ra khỏi huyện do việc thành lập thành phố Kiel.

## Địa lý
Huyện này có nhiều hồ như Großer Plöner See ("Great Lake Ploen", 29 km²) và Selenter See ("Lake Selent", 22 km²) là các hồ lớn nhất ở Schleswig-Holstein. Khu vực đất hồ và liền kề của các huyện kế bên Ostholstein tạo thành vùng có tên Holsatian Switzerland, do khu vực này có vùng quê sơn cước.

## Các thị xã và đô thị
| Thị xã đợc lập                      |  |
| ----------------------------------- |  |
| 1. Plön 2. Preetz 3. Schwentinental |  |

| Ämter | Ämter | Ämter |
| --- | --- | --- |
| - 1. Bokhorst-Wankendorf 1. Belau 2. Bönebüttel 3. Großharrie 4. Rendswühren 5. Ruhwinkel 6. Schillsdorf 7. Stolpe 8. Tasdorf 9. Wankendorf1 - 2. Großer Plöner See [seat: Plön] 1. Ascheberg 2. Bosau (Ostholstein district) 3. Bösdorf 4. Dersau 5. Dörnick 6. Grebin 7. Kalübbe 8. Lebrade 9. Nehmten 10. Rantzau 11. Rathjensdorf 12. Wittmoldt - 3. Lütjenburg 1. Behrensdorf 2. Blekendorf 3. Dannau 4. Giekau 5. Helmstorf 6. Högsdorf 7. Hohenfelde 8. Hohwacht 9. Kirchnüchel 10. Klamp 11. Kletkamp 12. Lütjenburg1, 2 13. Panker 14. Schwartbuck 15. Tröndel | - 4. Preetz-Land 1. Barmissen 2. Boksee 3. Bothkamp 4. Großbarkau 5. Honigsee 6. Kirchbarkau 7. Klein Barkau 8. Kühren 9. Lehmkuhlen 10. Löptin 11. Nettelsee 12. Pohnsdorf 13. Postfeld 14. Rastorf 15. Schellhorn1 16. Wahlstorf 17. Warnau - 5. Probstei 1. Barsbek 2. Bendfeld 3. Brodersdorf 4. Fahren 5. Fiefbergen 6. Höhndorf 7. Köhn 8. Krokau 9. Krummbek 10. Laboe 11. Lutterbek 12. Passade 13. Prasdorf 14. Probsteierhagen 15. Schönberg1 16. Stakendorf 17. Stein 18. Stoltenberg 19. Wendtorf 20. Wisch | - 6. Schrevenborn 1. Heikendorf1 2. Mönkeberg 3. Schönkirchen - 7. Selent/Schlesen 1. Dobersdorf 2. Fargau-Pratjau 3. Lammershagen 4. Martensrade 5. Mucheln 6. Schlesen 7. Selent1 |
| 1thủ phủ của Amt; 2thị xã | | |